# Valter Bratt
| Makarna Bratt i Örebro, redaktör Valter Bratt (1868-1961) och hans hustru Viva Bratt, född Kalling (1885-1960). |  | Makarna Bratt i Örebro, redaktör Valter Bratt (1868-1961) och hans hustru Viva Bratt, född Kalling (1885-1960). |
| Makarna Bratt i Örebro, redaktör Valter Bratt (1868-1961) och hans hustru Viva Bratt, född Kalling (1885-1960). |  | |

Valter Bratt, född 17 juni 1868 i Vikers kapellförsamling i Örebro län, död 30 maj 1961 i Nikolai församling, Örebro, var en svensk tidningsman. Åren 1917–1937 var han huvudredaktör för tidningen Nerikes Allehanda i Örebro.
Bratt, som tillhörde släkten Bratt från Bratteberg, var son till gruvdisponenten Gustaf N.E. Bratt och hans hustru Georgina (Nina) von Gegerfelt. Valter Bratt gifte sig 1920 med grevinnan Viva Kalling (1885–1960) från Örebro. Hon var dotter till greve Julius Kalling av ätten Kalling och hans hustru Hilda Sandsten.

## Biografi

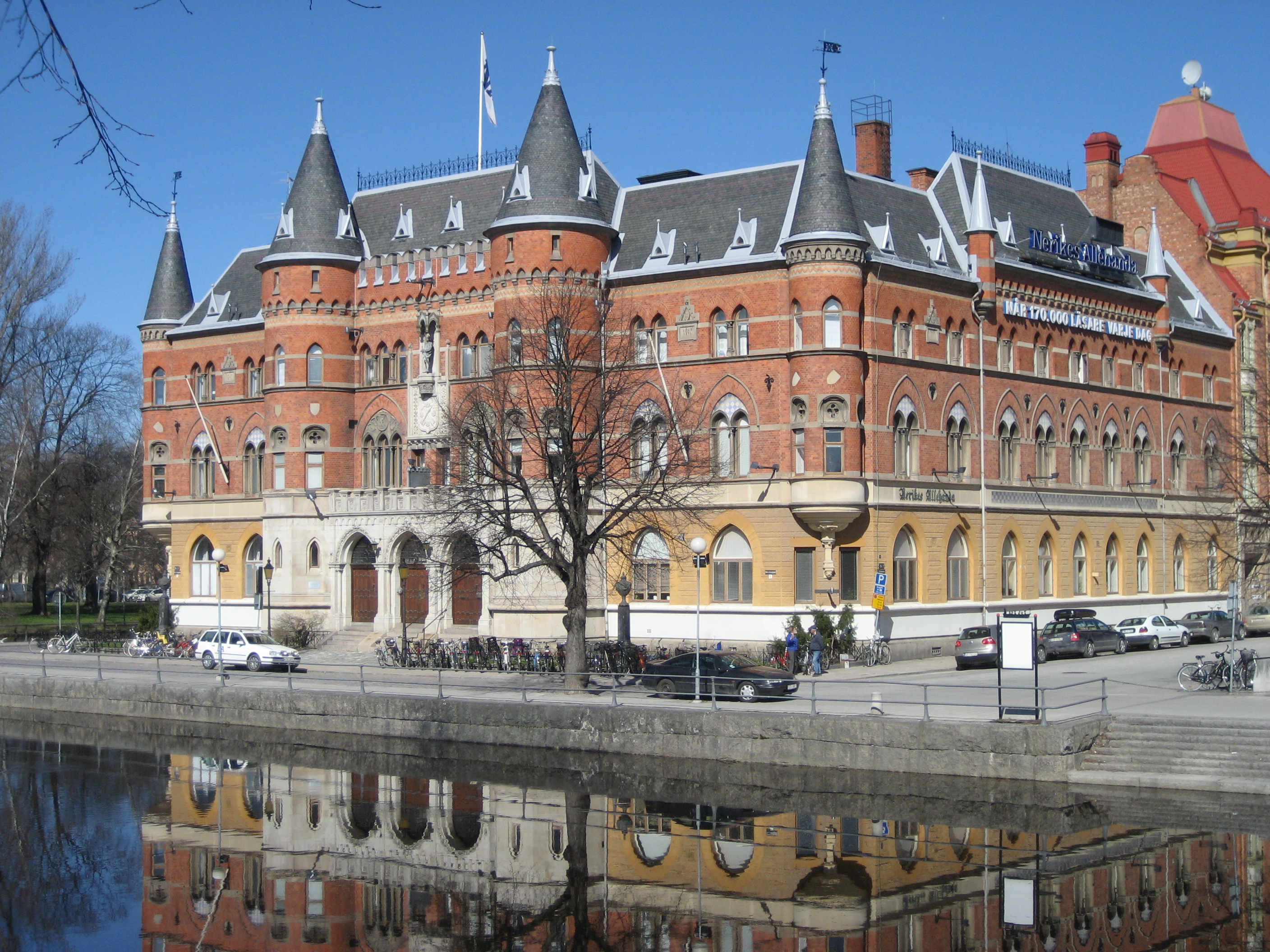
F.d. Allehandaborgen, idag Hotel Borgen, Örebro. Valter Bratt var huvudredaktör för Nerikes Allehanda åren 1917–1937.

Valter Bratt avlade studentexamen 1887. Han var medarbetare, och tidvis redaktionssekreterare, i Öresunds-Posten 1889–1897 och i tidningen Dagen 1900–1915. Åren 1897–1900 var han utgivare av Norrlands-Posten. Han var ordförande i Svenska Journalistföreningen 1910–1913, redaktör för Journalisten 1910–1917.
Mellan 1917 och 1937 var han huvudredaktör för tidningen Nerikes Allehanda, en dagstidning med säte i Örebro. Den politiska linjen i Nerikes Allehanda har alltid varit liberal. Tidningen grundades 1843 och har sitt huvudkontor på Klostergatan 23 i Örebro. Bratt var ordförande i Svenska journalistföreningen 1910–1913 och dess hedersledamot från 1922.
Bratt utgav en del av Nerikes Allehandas sekelkrönika 1943 samt Figurer och krumelurer 1945. Han var tillförordnad styrelseledamot i publicistklubben, ordförande i Mellan Sveriges pressförening 1922–1923, styrelseledamot i liberala föreningen i Örebro från 1922 och i Örebro läns liberala valkretsförbund från 1924, styrelseledamot i folkpartiet i Örebro till 1937, ständig medlem i tidningarnas utgivareförening från 1937.
Även Valter Bratts bror, John Bratt (1867–1933), var journalist och redaktör.